# Greatest Hitz
Greatest Hitz è una compilation dei Limp Bizkit, pubblicata nel 2005.

## Il disco
Contiene le tracce più famose dei loro primi quattro album, gli inediti "Why?" e "Lean On Me" (esclusi dalla tracklist di Results May Vary, del 2003), e un medley tra due cover, quella di "Home Sweet Home" dei Mötley Crüe e quella di "Bittersweet Symphony" dei Verve, che è stata pubblicata come unico singolo estratto.

## Tracce
1. Counterfeit – 4:48
2. Faith – 2:26
3. Nookie – 4:26
4. Break Stuff – 2:46
5. Re-Arranged – 5:54
6. N 2 Gether Now – 3:55
7. Take a Look Around – 5:19
8. My Generation – 3:41
9. Rollin (Air Raid Vehicle) – 3:33
10. My Way – 4:33
11. Boiler – 5:44
12. Eat You Alive – 3:57
13. Behind Blue Eyes – 4:29
14. Build a Bridge – 3:56
15. Why – 4:05
16. Lean on Me – 4:27
17. Home Sweet Home/Bittersweet Symphony – 3:51

## Formazione
- Fred Durst - voce;
- Wes Borland - chitarra[3];
- Mike Smith - chitarra in Eat You Alive, Build a Bridge, Why e Lean on Me
- Sam Rivers - basso;
- John Otto - batteria;
- DJ Lethal - giradischi, campionatore

## Singoli
- Home Sweet Home/Bittersweet Symphony